# Johann Jakob Wagner

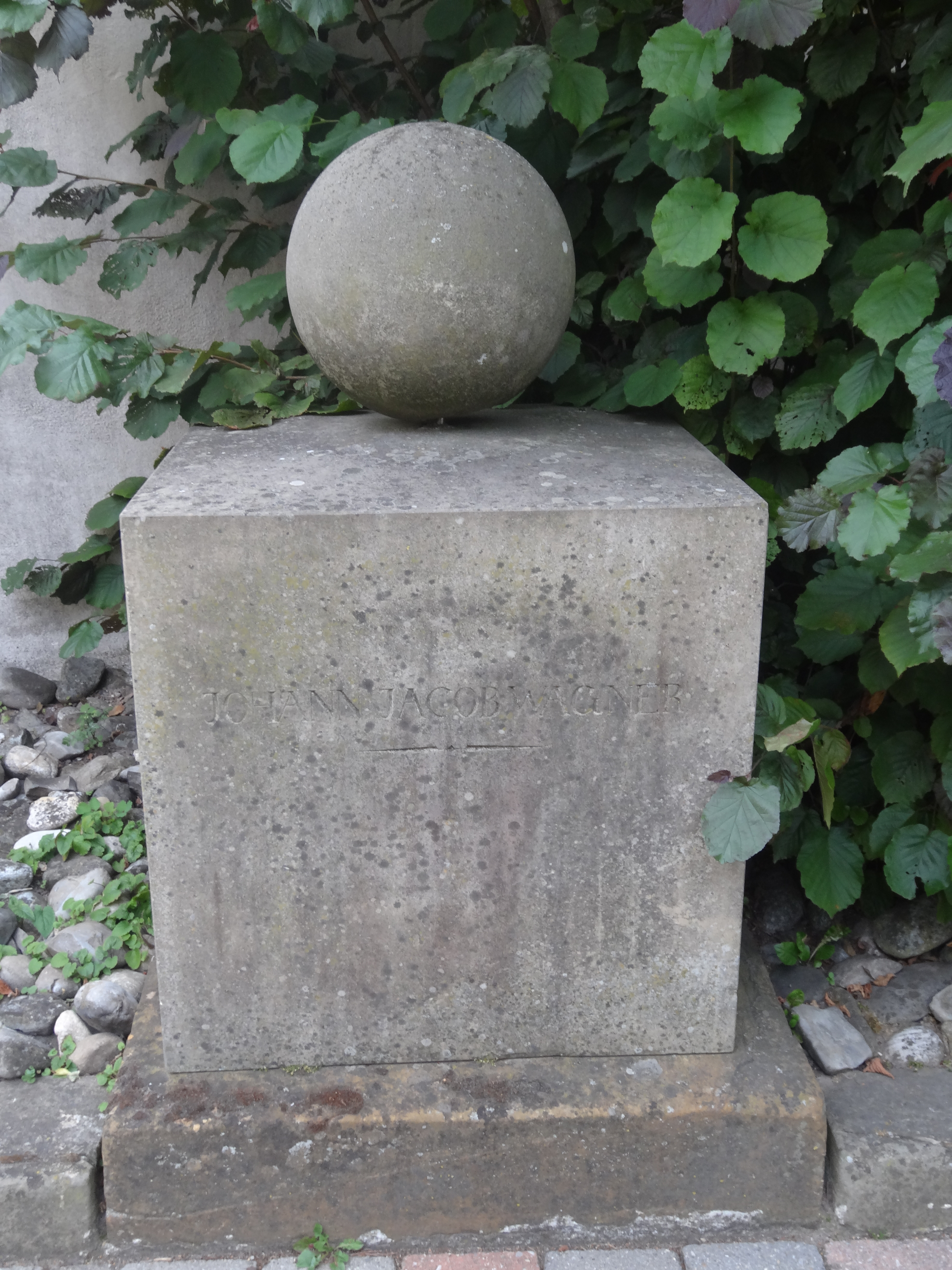
Tomba di Johann Jakob Wagner

Johann Jakob Wagner (Ulma, 1775 – Nuova Ulma, 1841) è stato un filosofo tedesco.

## Biografia
Compì i suoi studi a Jena dove ebbe modo di conoscere Fichte. Docente a Würzburg dal 1803, divenne qui amico e discepolo di Schelling, dal quale si discostò negli ultimi anni della sua vita.
Il suo pensiero, che riprende i temi centrali dell'idealismo tedesco, si basa sull'idea che pensare è calcolare, e quindi che fosse possibile tradurre la filosofia della natura (o Naturphilosophie) in termini matematici.

## Opere
- Organon der menschlichen Erkenntnis (1830 e 1851)